# Fissilicreagris sanjosei
Fissilicreagris sanjosei är en spindeldjursart som beskrevs av Curcic, Dimitrijevic, Makarov och Lucic 1994. Fissilicreagris sanjosei ingår i släktet Fissilicreagris och familjen helplåtklokrypare. Inga underarter finns listade i Catalogue of Life.